# نوریهیرو کاواکامی
نوریهیرو کاواکامی (انگلیسی: Norihiro Kawakami؛ زادهٔ ۴ آوریل ۱۹۸۷) بازیکن فوتبال اهل ژاپن است.
از باشگاه‌هایی که در آن بازی کرده‌است می‌توان به باشگاه فوتبال تامپینس روفرز، باشگاه فوتبال جف یونایتد ایچیهارا چیبا، و باشگاه ورزشی توچیگی اشاره کرد.